# San Lanno
San Lanno (Colonia, 280 circa – Vasanello, 5 maggio 296) è stato un militare romano. Di origine tedesca, è venerato come martire e santo dalla Chiesa cattolica.
Su di lui è presente un inno composto nell'800.

## Storia

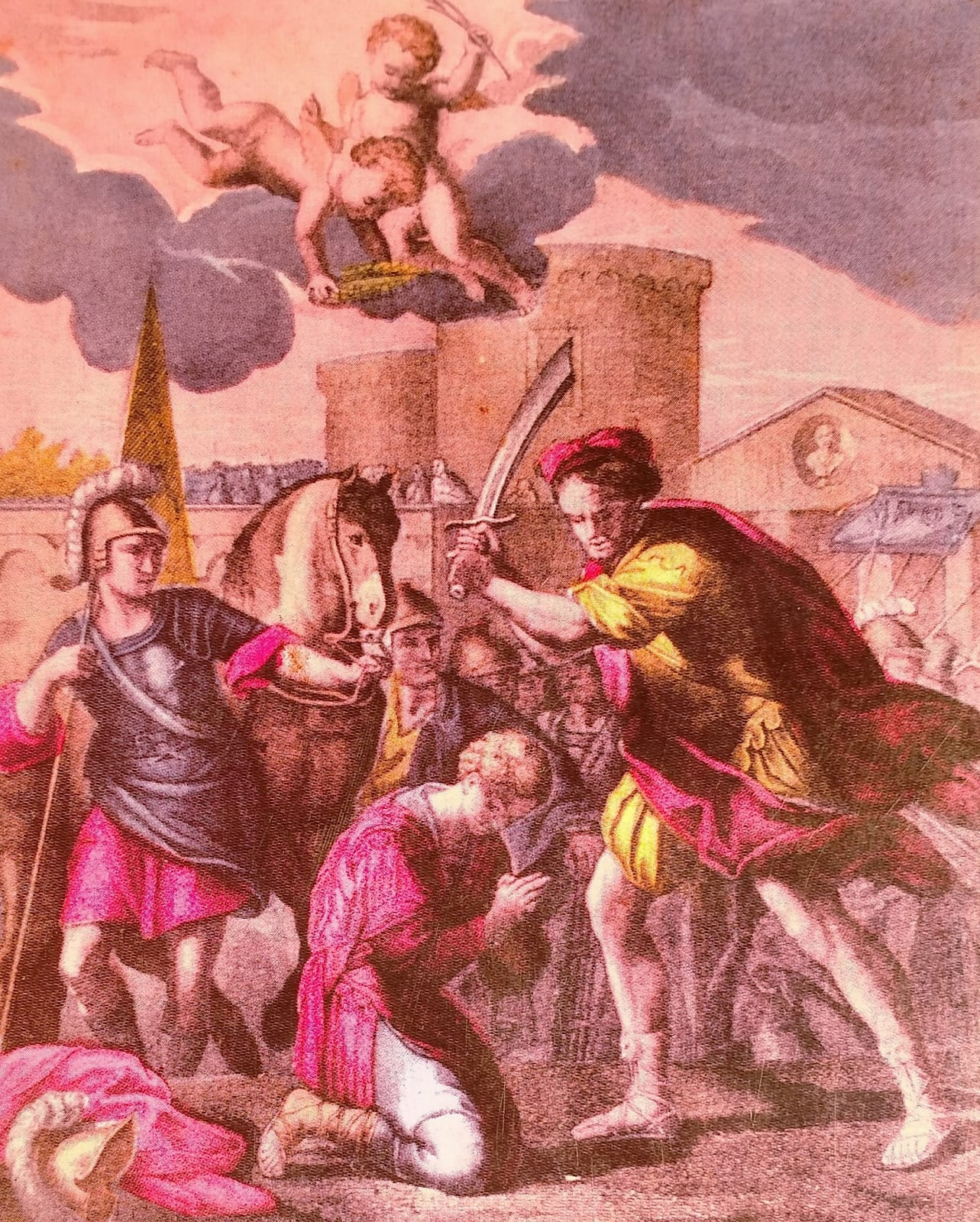

San Lanno nacque a Colonia (divenuta colonia romana nel 51 d.C.) in Germania, nell’anno 280 d.C. (anche se alcune fonti riportano il 279 d.C. come anno di nascita) da una famiglia nobile e cristiana, ultimo di 5 fratelli e sotto il pontificato di S. Euchiano e l’impero di Probo. Il suo vero nome era Lando (in latino Landus) che deriva dalla parola “Land” di origine germanica dal significato di “terra” e stava ad indicare il legame del Santo con la sua patria. La dizione “Lanno” è, ovviamente, la storpiatura del nome dovuta al dialetto locale. Giovanissimo, nel 292 d.C., si arruolò volontariamente nella XIII legione a Treviri, quando già il Cristianesimo si era molto diffuso nell’esercito, in un periodo di relativa tolleranza religiosa. La XIII legione era stata creata da Marco Aurelio in Armenia, una delle prime province cristianizzate ed era composta quasi totalmente da cristiani. Negli anni a venire, la persecuzione contro i cristiani si fece sempre più cruenta e nel 294 d.C. Lando giunse in Italia, a Roma, inviato da Massimiano, per far parte della guardia del corpo dell’imperatore Diocleziano. Allontanatosi dalla città nello stesso anno, il Santo seguì l’antica via Flaminia e dopo aver sostato per un breve periodo a Falerii, seguendo la via Amerina, giunse a Bassanello (antico nome di Vasanello) che era stato un importante insediamento falisco. Qui iniziò la sua predicazione, ed in breve tempo ottenne notevoli consensi e conversioni dalla maggioranza della popolazione, ma al tempo stesso si fece molti nemici da parte dei pagani e dei loro sacerdoti, che lo videro come la causa della disertazione dei loro templi. Subito dopo, Lando venne arrestato e condotto prima in prigione ed in seguito al cospetto del funzionario imperiale, dove fu interrogato e subì crudeli torture per mezzo della flagellazione e dei ferri roventi. Secondo una leggenda, il santo martire fu condotto davanti al tempio di Marte per essere indotto all’apostasia ed a prostrarsi al dio, in presenza di tutto il popolo, ma appena lì giunto, tramite la sua fede, fece crollare la struttura in cui all’interno si trovavano molti sacerdoti pagani, che vi perirono schiacciati. Questo fu l’episodio culminante che segnò la sua condanna a morte tramite la decapitazione (morte riservata ai militari) sentenziata dal magistrato imperiale. L’esecuzione fu eseguita la mattina del 5 maggio 296 d.C. appena fuori le mura dell’abitato, nel luogo dove ora si erge una cappella a lui dedicata. Sempre la leggenda narra che, nel tragitto verso il luogo del martirio, Lando donò la vista ad un cieco e tale fatto contribuì ad accrescere l’affetto per lui ed il cristianesimo e l’odio verso i persecutori da parte della popolazione.
Durante la persecuzione, l’imperatore Diocleziano aveva proibito di dare una degna sepoltura ai corpi dei martiri, allo scopo di impedire che le loro tombe fossero meta di visite e pellegrinaggi; tuttavia, alcuni fedeli riuscirono ad impadronirsi delle sue spoglie e le seppellirono sotto le mura castellane. Quando, con l’editto di Costantino, il Cristianesimo poté essere professato liberamente, nel luogo dove sorgeva il distrutto tempio di Marte venne edificata una basilica dedicata a Maria, ed allora gli abitanti vi vollero traslare i resti del martire, allo scopo di dargli una più degna locazione. Con la caduta dell’impero e le successive invasioni barbariche, le chiese e tutti i luoghi sacri erano sempre a rischio di saccheggi e distruzioni; perciò, per evitare che le reliquie di San Lanno potessero essere distrutte o rubate da qualche esercito straniero (soprattutto i Saraceni),di nuovo i fedeli del luogo decisero di nascondere le sacre spoglie all’interno della cinta muraria del paese.
Dopo molti secoli, nel 1628, dopo aver avuto l’autorizzazione da parte del vescovo di Civita Castellana e Orte, venne aperto un grande foro nel muro, nel punto in cui si riteneva che fosse nascosto il corpo del santo. All’interno di un loculo lungo 1,80 m. furono ritrovate le ossa di un corpo umano di circa 1,70 m di altezza che furono riconosciute, in base all’iscrizione posta sulla copertura della tomba, come i resti del santo. Per ordine del vescovo, le ossa vennero poste in una cassa di cipresso, in attesa di un processo di riconoscimento da parte della chiesa che si concluse due anni dopo. Il 23 marzo 1630 i resti vennero riconosciuti ufficialmente come appartenenti al corpo di San Lanno e il 6 aprile successivo fu concessa l’autorizzazione per traslarli nella cripta della Chiesa di Santa Maria Assunta.
Nel XIX secolo, per dare una rappresentazione più realistica al Santo Patrono, si decise di realizzare una statua di cera, contenente all’interno le sue ossa. L’opera fu affidata nel 1827 al cerista Gioacchino Mortula.
Fin dai tempi più antichi, San Lanno viene celebrato il 5 maggio di ogni anno con una solenne festa in tutto il paese, che si protrae anche nei due giorni successivi, il 6 e il 7, in memoria del ritrovamento dei resti del martire. In particolare, ogni 10 anni si celebra una versione speciale dell’evento (detto Gran Festone), durante il quale l’urna contenente la statua di cera viene trasportata in processione lungo le vie del paese da una squadra di Facchini (Facchini di San Lanno): il primo trasporto risale al 7 maggio del 1634. All’interno della Cappella di San Lanno si trova un pregevole affresco del 1493, realizzato dal pittore Piermatteo d’Amelia, rappresentante il Santo Martire a cavallo e con uno stendardo rosso in mano, che rende omaggio alla Vergine Maria e a Gesù bambino, i quali rivolgono uno sguardo benevolo al Santo Protettore. Sulla facciata esterna della suddetta costruzione vi è incisa la frase che era posta sul loculo del santo a testimonianza della sua morte sotto l’imperatore Diocleziano:
Lannus.Chisti.Martyr.Hic.Requiescit.Sub.Diocletiano.Passus.Est.
Qui riposa Lanno, Martire di Cristo, che patì sotto Diocleziano.

## Inno
L'Inno di S. Lanno è molto conosciuto e cantato dalla cittadinanza durante le processioni in onore del Santo Patrono, ma pochi conoscono la sua origine storica.
Esso fu composto a Vasanello nel 1939, il sacerdote Don Tertulliano Maracci, appassionato di musica e poesia, trovò uno spartito musicale di un inno dedicato a un Santo Martire. Una suora dell'asilo infantile lo portò a "Nano i' vappo", un altro amante della musica, che lo mostrò a Don Tertulliano. Quest’ultimo scrisse rapidamente delle nuove parole per l'inno, in vista delle imminenti feste patronali che si tengono ogni anno nel mese di maggio. Il 4 maggio 1939, la Banda Musicale di Vallerano provò l'inno nella Chiesa della Stella, e la sera, durante la processione, fu eseguito per la prima volta, diventando così l'Inno ufficiale del Patrono di Bassanello.
Testo dell'inno di San Lanno
Irrorato di sangue prezioso
scintillante lo scudo e il cimiero
odi l'inno celeste guerriero
che si eleva da un popolo a te.
Fu la fede tuo scudo e la Speme
fu tuo usbergo nell'orrido agone
e vincendo nell'aspra tenzone 
Bassanello cristiano si fe.
Questo suol di tuo Sangue bagnato
con le vie su cui l'orme lasciasti
queste genti che a Cristo portasti
benedici e sian sempre con te.
A chi al santo tuo avello si prostra
non negar tue grazie e favori
ma il tuo cuore pietoso ristori 
chi ti invoca e ti chiede mercé. 
Bassanello tua patria seconda
cui lasciasti le spoglie tue in dono
col tuo sangue o celeste Patrono 
a te sempre a rivolto il suo cuor. 
Tra i perigli nell'ansia e nel duolo
da te sempre protetti e difesi
noi vivremo sicuri ed illesi
se ci guardi con un occhio d'amor.
A S. Lanno fedeli rendiamo
il tributo di gloria e d'onore
a chi sol di Gesù per amore
e per noi tanti strazi patì.
E di un inno di grazie risuoni
ogni casa ogni valle ogni campo ch'ei per noi fu d'Averno lo scampo e per noi tutto lieto morì.

## Patronati
La città di Vasanello, in provincia di Viterbo.